# 合庆郊野公园
合庆郊野公园是中華人民共和國上海市浦東新區合庆鎮和曹路鎮的一個公園，也是浦东第一座郊野公园，规划总占地面积约35平方公里，由北向南共分5個片區，一期工程占地面积约1.67平方公里，北至锦绣东路、西至上海绕城高速公路、东至人民塘路和朝勤路、南至张家浜和奚阳公路，於2021年1月1日開園。合庆郊野公园沒有圍墻，可以從周邊直接進入。